# 竹町 (小説家)
竹町（たけまち）は、日本のライトノベル作家である。

## 概要
静岡県出身。仕事を辞職したことをきっかけに、昔から憧れが合った作家業に挑戦することを決意。
第29回ファンタジア大賞で大賞を受賞した井中だちまのライトノベル『通常攻撃が全体攻撃で二回攻撃のお母さんは好きですか？』に感化されてファンタジア大賞に応募し、第32回ファンタジア大賞では投稿作「スパイは甘く誘惑される。学校全員の美少女から」が大賞を受賞。同作を全面改稿した『スパイ教室01 《花園》のリリィ』にてデビューした。
文芸作品では東野圭吾や伊坂幸太郎などの作家の作品が好きだと語っている。特に石田衣良の『池袋ウエストゲートパーク』と、湊かなえの『告白』の2作品をバイブルとして挙げている。その反面、アニメやゲームなどのサブカルチャー系の知識は少し不足している面があると話している。

## 作品一覧
- 『スパイ教室』シリーズ（イラスト: トマリ、2020年1月 - 、富士見ファンタジア文庫〈KADOKAWA〉）